# Сандрингемский дворец

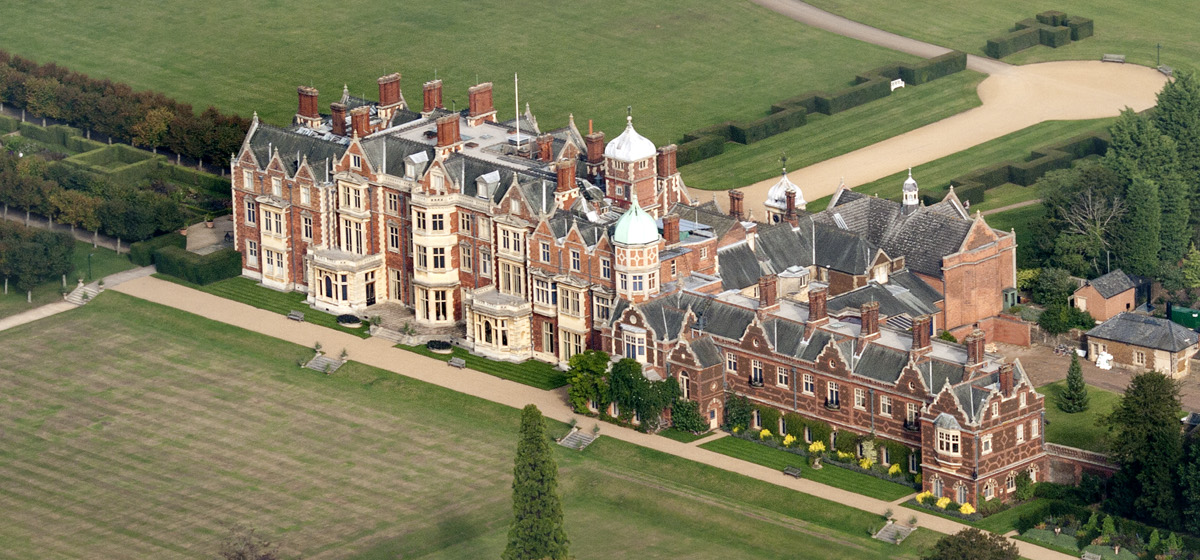
С высоты птичьего полёта

Сандрингемский дворец (англ. Sandringham House) — частная усадьба Виндзорской династии, расположенная в Норфолке среди 20 000 акров охотничьих угодий. Частное владение британских монархов, а не короны.
Усадьба была приобретена в 1862 году у приёмного сына лорда Пальмерстона королевой Викторией по просьбе престолонаследника, принца Уэльского, в связи с его предстоящим браком с Александрой Датской. Чтобы проводить зимой больше времени на охоте, принц велел перевести все часы в Сандрингеме на полчаса вперёд. Это распоряжение оставалось в силе до вступления на престол Эдуарда VIII в 1936 году.
Сандрингем полюбился Александре и стал основным местом пребывания «молодого двора». По мере роста их семейства старый усадебный дом стал казаться тесным. В конце 1860-х годов он был существенно расширен архитектором А. Гумбертом, приобретя нынешний неказистый облик, как бы слепленный из тюдоровского и аннинского стилей. По викторианским временам внутреннее устройство усадьбы считалось верхом комфорта. Она была оснащена газовым освещением, подобием душа и сливом в уборных.
После смерти мужа королева Александра продолжала жить в Сандрингеме до самой смерти. Также здесь умерли её сын Георг V и внук Георг VI. Для проживания первого из них в парке был выстроен небольшой дом (Йорк-коттедж), а второй вынужден был выкупать усадьбу (как владение частное, а не государственное) у старшего брата (Эдуарда VIII) после его отречения от трона. Королева Елизавета также питала привязанность к Сандрингему. Здесь она уединялась с родными в годовщину смерти отца и собственной коронации, а также на Новый год.
В поместье Эпплтон-хаус на окраине сандрингемской усадьбы до обретения Норвегией независимости жили будущий король Хокон VII со своей британской женой. Здесь у них родился единственный сын — принц Александр (будущий Улаф V).
Карл III проводит здесь рождественские праздники, как и ранее его мать Елизавета II.